# Nixon (Nevada)
Nixon è un census-designated place (CDP) degli Stati Uniti, situato nella Contea di Washoe nello stato del Nevada. Nel censimento del 2000 la popolazione era di 418 abitanti. Appartiene all'area metropolitana di Reno-Sparks.
Nixon prende il nome dal senatore George Stuart Nixon che rappresentò lo stato dal 1905 al 1912.

## Geografia fisica
Secondo i rilevamenti dell'United States Census Bureau, la località di Nixon si estende su una superficie di 16,4 km², tutti occupati da terre.

## Popolazione
Secondo il censimento del 2000, a Nixon vivevano 418 persone, ed erano presenti 104 gruppi familiari. La densità di popolazione era di 25,5 ab./km². Nel territorio comunale si trovavano 144 unità edificate. Per quanto riguarda la composizione etnica degli abitanti, l'1,67% era bianco, il 96,41% era nativo, lo 0,24% era Asiatico e lo 0,24% proveniva dall'Oceano Pacifico. L'1,44% della popolazione apparteneva ad altre razze. La popolazione di ogni razza ispanica corrispondeva al 4,78% degli abitanti.
Per quanto riguarda la suddivisione della popolazione in fasce d'età, il 38,5% era al di sotto dei 18, il 9,8% fra i 18 e i 24, il 28,5% fra i 25 e i 44, il 13,6% fra i 45 e i 64, mentre infine il 9,6% era al di sopra dei 65 anni di età. L'età media della popolazione era di 26 anni. Per ogni 100 donne residenti vivevano 95,3 maschi.